# Egil Solberg
Egil Solberg (ur. 18 kwietnia 1949) – norweski piłkarz występujący na pozycji napastnika. 

## Kariera klubowa
Solberg przez całą karierę występował w zespole Mjøndalen IF. W sezonie 1971 awansował z nim z drugiej ligi do pierwszej ligi. W sezonie 1972 z 16 bramkami na koncie został jej królem strzelców. W sezonie 1976 wywalczył z zespołem wicemistrzostwo Norwegii. W następnym sezonie spadł z nim do drugiej ligi. Do pierwszej wrócił na sezon 1979, a potem występował w niej jeszcze w sezonie 1982. Po jego zakończeniu, zakończył karierę.

## Kariera reprezentacyjna
W reprezentacji Norwegii Solberg zadebiutował 4 listopada 1973 w przegranym 1:2 towarzyskim meczu z Luksemburgiem. Jednocześnie było to jedyne spotkanie rozegrane przez niego w drużynie narodowej.